# Associazione Calcio Reggiana 1926-1927
Questa pagina raccoglie i dati riguardanti l'Associazione Calcio Reggiana nelle competizioni ufficiali della stagione 1926-1927.

## Stagione
La stagione 1926-1927 inizia per la Reggiana nel modo peggiore, perdendo lo spareggio disputato a Bologna il 29 agosto 1926 con il Mantova per la riammissione in Divisione Nazionale dopo la retrocessione ottenuta sul campo. La sconfitta arriva nei tempi supplementari (7-3 dopo il 3-3 al 90').
Vengono ceduti Ramello, Povero, Vercelli e dopo lo spareggio agostano anche Powolny, sostituiti dal forte attaccante Bajardi e del boemo Vilmos Zsigsmond in porta, che funge anche da allenatore. Arrivano anche i nuovi Moretti e Mazzelli, attaccanti.
Gli acquisti migliori vengono fatti in casa e portano il nome del mediano Cornetti e soprattutto dell'attaccante Aigotti che "esplode" realizzando 17 reti. I granata dominano il proprio girone dall'inizio alla fine, piegando la resistenza di squadroni come Lucchese, Pisa, Parma e Spal, tutte formazioni con un recente passato nella massima categoria, oltre alla "neonata" ma già forte Fiorentina.
La Reggiana ottiene una meritata promozione, la terza dalla sua fondazione e la seconda ottenuta sul campo nella massima serie nazionale. Poi la Reggiana disputa il girone finale a quattro per l'assegnazione del titolo nazionale di categoria.

## Divise
| Manica sinistra · Maglietta · Manica destra · Pantaloncini · Calzettoni |

## Rosa
| N. |                     | Ruolo | Calciatore          |
| -- | ------------------- | ----- | ------------------- |
|    | Italia (bandiera)   | P     | Ettore Agazzani     |
|    | Italia (bandiera)   | A     | Stefano Aigotti     |
|    | Italia (bandiera)   | A     | Alfredo Bajardi     |
|    | Italia (bandiera)   | A     | Dante Baviera       |
|    | Italia (bandiera)   | C     | Aldo Bedogni        |
|    | Italia (bandiera)   | D     | Giannetto Bezzecchi |
|    | Italia (bandiera)   | D     | Enrico Bottazzi     |
|    | Italia (bandiera)   | C     | Umberto Cornetti    |
|    | Italia (bandiera)   | D     | Vivaldo Fornaciari  |
|    | Italia (bandiera)   | P     | Luigi Gelati        |
|    | Ungheria (bandiera) | C     | Árpád Hajós         |
|    | Italia (bandiera)   | C     | Vittorio Leoni      |
|    | Italia (bandiera)   | D     | Giuseppe Marchi     |

| N. |                     | Ruolo | Calciatore       |
| -- | ------------------- | ----- | ---------------- |
|    | Italia (bandiera)   | A     | Augusto Maselli  |
|    | Italia (bandiera)   | A     | Tullio Moretti   |
|    | Italia (bandiera)   | A     | Pietro Povero    |
|    | Austria (bandiera)  | A     | Antonio Powolny  |
|    | Italia (bandiera)   | C     | Vittorio Ramello |
|    | Italia (bandiera)   | D     | Enrico Simonini  |
|    | Italia (bandiera)   | A     | Gaudenzio Sereno |
|    | Italia (bandiera)   | D     | Carlo Vacondio   |
|    | Italia (bandiera)   | D     | Mario Vannini    |
|    | Italia (bandiera)   | D     | Luigi Vercelli   |
|    | Italia (bandiera)   | D     | Arnaldo Vighi    |
|    | Ungheria (bandiera) | P     | Vilmos Zsigsmond |

## Risultati

### Prima Divisione - girone C

#### Gara di qualificazione
| Arbitro: | Dani (Genova) |

|                                                                                   |           |                                        |
| A. Prosperi 42’, 92’ Il. Prosperi 53’ 58’ C. Barbieri 101’, 119’ Agostinelli 109’ | Marcatori | 17’, 78’ Powolny 86’ (aut.) Mattinzoli |

##### Girone di andata
| Arbitro: | Malagodi (Ferrara) |

|                           |           |            |
| Moretti 20’ Bezzecchi 48’ | Marcatori | 87’ Cuttin |

| Arbitro: | Dalle Mole (Vicenza) |

|  |           |          |
|  | Marcatori | 90’ Volk |

| Arbitro: | Rossetti (Milano) |

|                |           |                                        |
| Giacomelli 41’ | Marcatori | 2’, 25’, 63’ Aigotti 75’ (aut.) Zucchi |

| Arbitro: | Scarpi (Dolo) |

|                                |           |             |
| Bezzecchi 11’, 70’ Moretti 74’ | Marcatori | 23’ Gambino |

| Arbitro: | Rovida (Milano) |

|                                       |           |             |
| Bajardi 14’ Bezzecchi 15’ Moretti 50’ | Marcatori | 81’ Caliumi |

| Arbitro: | Bruna (Venezia) |

|            |           |  |
| Romani 81’ | Marcatori |  |

| Arbitro: | Gamberini (Bologna) |

|                           |           |  |
| Aigotti 27’ Bezzecchi 81’ | Marcatori |  |

| Arbitro: | Musso (Torino) |

|              |           |                          |
| Danovaro 57’ | Marcatori | 8’ Bezzecchi 69’ Moretti |

| Ancona 5 dicembre 1926 9ª giornata | Anconitana         | 0 – 0 | Reggiana | Stadio Piazza d'Armi\| Arbitro: \| Guarnieri (Milano) \| |
| Arbitro:                           | Guarnieri (Milano) |       |          |                                                          |

##### Girone di ritorno
| Arbitro: | Tedeschi (Bologna) |

|            |           |            |
| Cuttin 20’ | Marcatori | 10’ Sereno |

| Arbitro: | Toso (Venezia) |

|                                     |           |                          |
| Volk 32’ Baccilieri 44’ Benassi 72’ | Marcatori | 5’, 9’, 13’, 63’ Aigotti |

| Arbitro: | Giordano (Asti) |

|                                |           |                |
| Bajardi II 5’, 75’ Aigotti 47’ | Marcatori | 26’, 50’ Barni |

| Arbitro: | Bo (Genova) |

|                    |           |                             |
| Ferrero I 76’, 90’ | Marcatori | 21’ Maselli 30’, 31’ Sereno |

| Arbitro: | Giorgi (Milano) |

|  |           |               |
|  | Marcatori | 41’ Bezzecchi |

| Arbitro: | A.Gama (Milano) |

|                                                             |           |            |
| Moretti 21’, 79’ Bajardi II 43’ Aigotti 46’, 87’ Sereno 70’ | Marcatori | 20’ Sgarbi |

| Arbitro: | Mangano (Milano) |

|             |           |  |
| Mazzoni 41’ | Marcatori |  |

| Arbitro: | Ferraro (Vercelli) |

|                                                    |           |  |
| Bezzecchi 5’ Bajardi II 33’ Moretti 50’ Sereno 75’ | Marcatori |  |

| Arbitro: | Actis (Vercelli) |

|                       |           |  |
| Aigotti 55’, 65’, 85’ | Marcatori |  |

#### Girone finale
| Arbitro: | Carraro (Padova) |

|                                 |           |                        |
| Zanni 17’, 74’ Marucco 26’, 32’ | Marcatori | 22’ Sereno 35’ Maselli |

| Arbitro: | Bortoletti (Venezia) |

|                               |           |          |
| Aigotti 25’ Vacondio 44’, 75’ | Marcatori | 6’ Galli |

| Arbitro: | Dani (Genova) |

|                                            |           |               |
| Aigotti 21’ Maselli 44’ (rig.) Aigotti 51’ | Marcatori | 60’ Reguzzoni |

| Arbitro: | Caironi (Milano) |

|                  |           |  |
| Filippi 30’, 66’ | Marcatori |  |

| Arbitro: | U.Gama (Milano) |

|              |           |            |
| Vacondio 27’ | Marcatori | 52’ Rosina |

| Arbitro: | Lenti (Genova) |

|              |           |  |
| Corengia 86’ | Marcatori |  |